# Miaoquan
Miaoquan (kinesiska: 妙泉) är en köping i sydvästra Kina. Den ligger i häradet Xiushan i storstadsområdet Chongqing, omkring 260 kilometer sydost om det centrala stadsdistriktet Yuzhong. Antalet invånare är 6 874. Befolkningen består av 3 437 kvinnor och 3 437 män. Barn under 15 år utgör 25,0 %, vuxna 15-64 år 61 %, och äldre över 65 år 13,0 %.